# Бојска
Бојска је насељено место у Босни и Херцеговини у општини Горњи Вакуф-Ускопље. Административно припада Федерацији Босне и Херцеговине, односно њеном Средњобосанском кантону. Према попису становништва из 2013. у насељу је било 557 становника, а већинско становништво у насељу били су Бошњаци.

## Становништво
По последњем службеном попису становништва из 2013. године у насељу Бистрица живело је 557 становника, а село је било етнички хомогено са већинском бошњачком популацијом.
| Националност | 2013. | 1991.        | 1981.          | 1971.        |
| Бошњаци      | —     | 859 (98,85%) | 1.040 (96,74%) | 932 (86,46%) |
| Хрвати       | —     | 9 (1,03%)    | 35 (3,25%)     | 133 (12,34%) |
| Срби         | —     | 0            | 0              | 2 (0,18%)    |
| Југословени  | —     | 0            | 0              | 1 (0,09%)    |
| остали       | —     | 1 (0,11%)    | 0              | 10 (0,92%)   |
| Укупно       | 557   | 869          | 1.075          | 1.078        |